# スフェリック・ユニバース・エクスペリエンス
スフェリック・ユニバース・エクスペリエンス (Spheric Universe Experience) はフランスのプログレッシブメタル、シンフォニックメタルバンド。

## ディスコグラフィー

### アルバム
- Mental Torments (2005)
- Anima (2007)
- Unreal (2009)
- The New Eve (2012)